# Cer(II)-iodid
Cer(II)-iodid ist eine anorganische chemische Verbindung des Cers aus der Gruppe der Iodide.

## Gewinnung und Darstellung
Cerdiiodid kann durch Reduktion von Cer(III)-iodid mit Cer im Vakuum bei 800 °C bis 900 °C gewonnen werden.
{\displaystyle \mathrm {Ce+2\ CeI_{3}\longrightarrow 3\ CeI_{2}} }
Ebenfalls möglich ist die Reaktion von Cer mit Ammoniumiodid in flüssigem Ammoniak bei −78 °C. Man erhält zunächst das Ammoniakat von Cerdiiodid, das dann bei etwa 200 °C im Hochvakuum abgebaut werden kann.
{\displaystyle \mathrm {Ce+2\ NH_{4}I\longrightarrow CeI_{2}+2\ NH_{3}+H_{2}} }
Die Verbindung wurde 1961 durch John D. Corbett erstmals synthetisiert.

## Eigenschaften
Cerdiiodid ist ein undurchsichtig dunkler, in kompakter Form stark glänzender Feststoff von metallähnlichem Aussehen und Charakter. Darin liegt Cer dreiwertig entsprechend Ce3+(I−)2e− vor. Die Verbindung ist äußerst hygroskopisch und kann nur unter sorgfältig getrocknetem Schutzgas oder im Hochvakuum aufbewahrt und gehandhabt werden. An Luft geht er unter Feuchtigkeitsaufnahme in Hydrate über, die aber instabil sind und sich mehr oder weniger rasch unter Wasserstoff-Entwicklung in Oxidiodide verwandeln. Mit Wasser spielen sich diese Vorgänge noch sehr viel schneller ab. Er kristallisiert wie auch Lanthandiiodid und Praseodymdiiodid im MoSi2-Strukturtyp mit der Raumgruppe I4/mmm (Raumgruppen-Nr. 139).